# Bardonecchia
Bardonecchia (piemonti nyelven Bardonecia, okcitánul Bardonescha, franciául Bardonèche) egy olasz község (comune) a Piemont régióban. A település védőszentje Hippolütosz ellenpápa.
Piemont és egyben Olaszország legnyugatibb települése.

## Története
A település nevét először 726-ban említik, egy, a Novalesa apátságnál talált dokumentumban. Előtte valószínűleg a kelták lakták.
Bardonecchia helyén eredetileg egy tó volt, melyet a környező, hegyi patakok és a Dora di Bardonecchia nevű kis folyó táplált. Ezt a tavat valószínűleg a szaracénok csapolták le a 10. században.

### Középkor
906-ban a szaracénok, akiknek ekkor a Provence-beli Lagarde-Freinet-ben volt a bázisuk, egészen a Novalesa-apátságig eljutottak, így ezt a települést is kifosztották. Az ezredforduló után, 1001-ben Arduino Glabrone szorította vissza őket. III. Ottó német-római császár megerősítette I. Olderico Manfredi torinói uralkodót, így az ő hatalma ide is kiterjedt. 1050-től kezdve a terület a Savoyai grófság alá tartozott. Susai Adelaide halálával a terület francia kézbe, Vienne-i fennhatóság alá került.
1339-től a falucska a franciákhoz tartozott.

### Reneszánsz

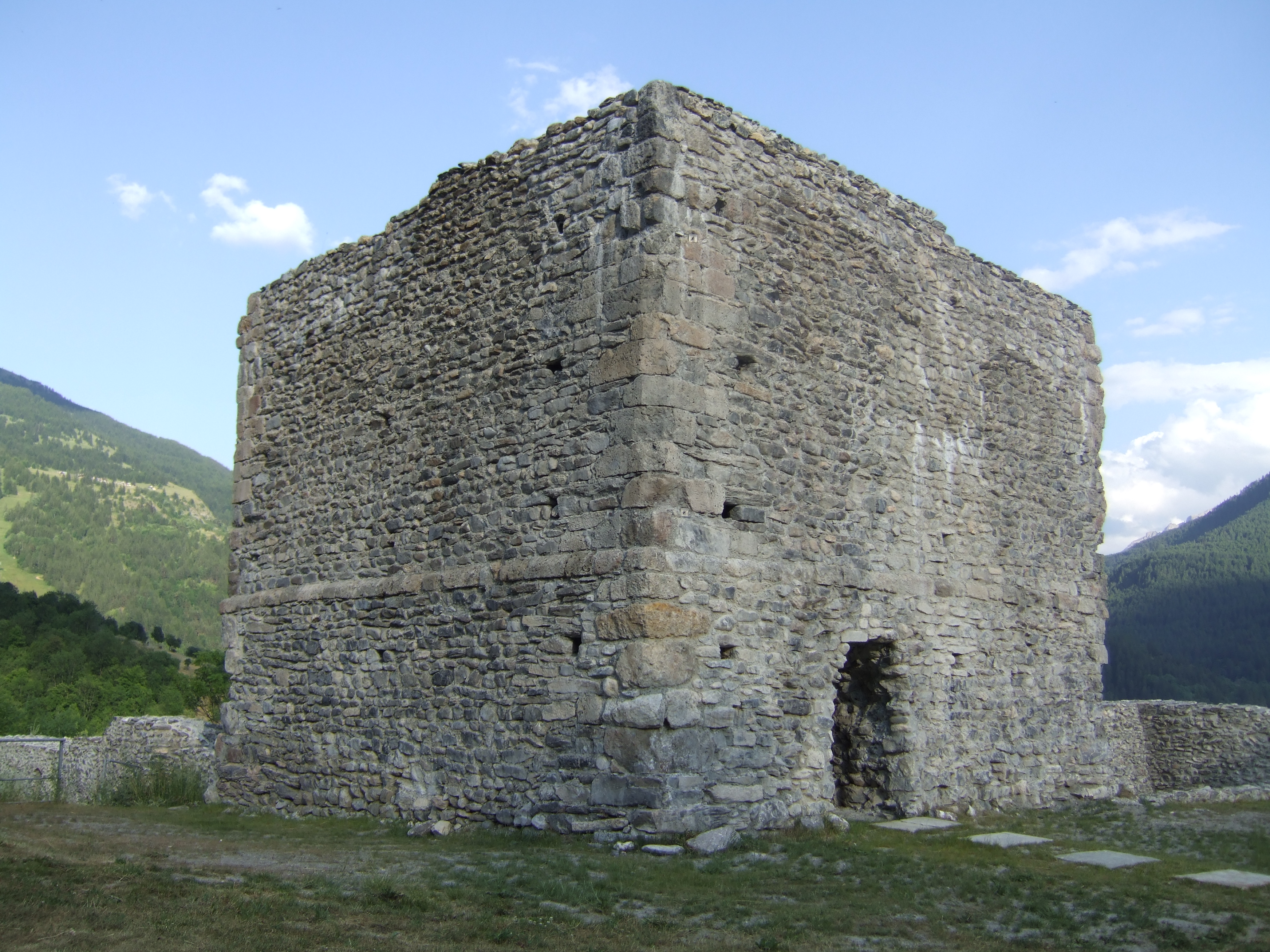
A Tour d'Amont, Bardonnèche egykori erődjének maradványai

### 2000-es évek, téli olimpia
A 2006. évi téli olimpiai játékokon Bardonecchia volt a játékok egyik helyszíne. Itt rendezték a snowboard-versenyeket, továbbá a három közül az egyik olimpiai falu is itt volt. 2007-ben az Universiade több versenyszámát is Bardonecchiában rendezték. 2008-ban a Nemzetközi Vöröskereszt olaszországi szervezetének is itt volt gyűlése.

## Elhelyezkedése

Bardonecchia község Torino megye térképén

Szomszédos települések: Avrieux, Bramans, Exilles, Modane, Névache, Oulx

## Etimológia
A 9. században a települést Bardonisca néven említik. Egy 1148-as okiraton Bardonescaként szerepel. Jelenlegi nevét már 1365-ben elnyerte. A név eredete valószínűleg a longobárdokhoz köthető.

## Sport
1984-ben a Giro d’Italia keresztülhaladt a településen is.
| Év   | Szakasz | Indulás     | Km  | Szakaszgyőztes    | Összetett első  |
| ---- | ------- | ----------- | --- | ----------------- | --------------- |
| 1984 | 16ª     | Alessandria | 198 | Dag-Erik Pedersen | Francesco Moser |

## Közigazgatás
1995-ben a ’Ndrangheta maffiacsoport túlzott befolyása miatt feloszlatták a község tanácsát.

## Galéria

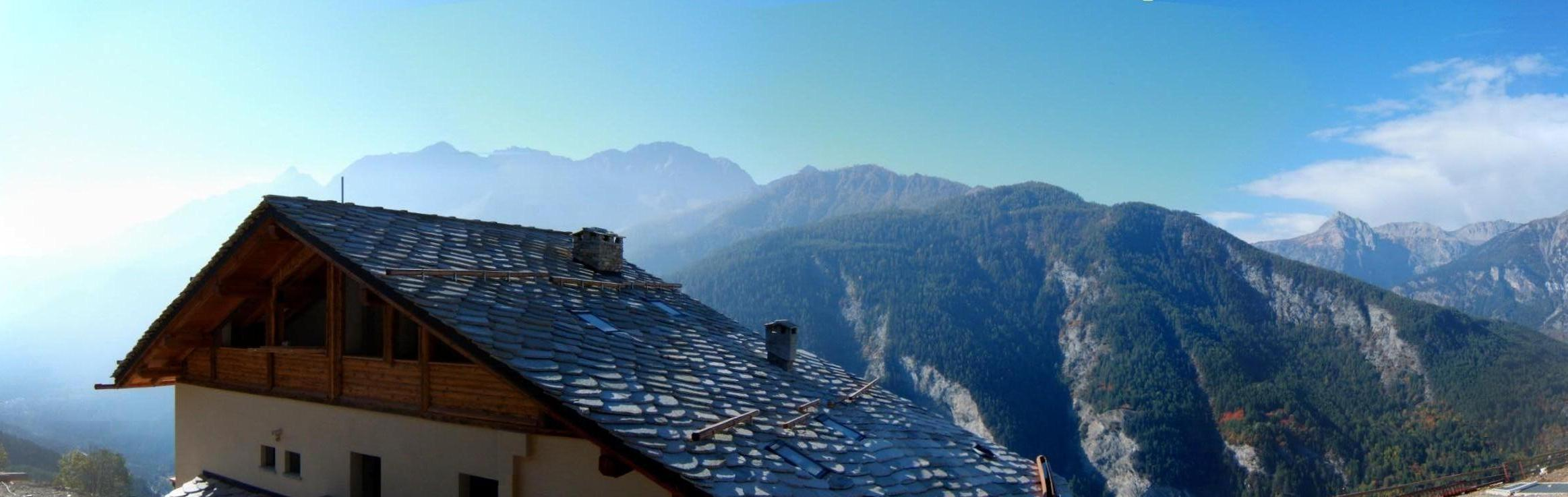
Panorama
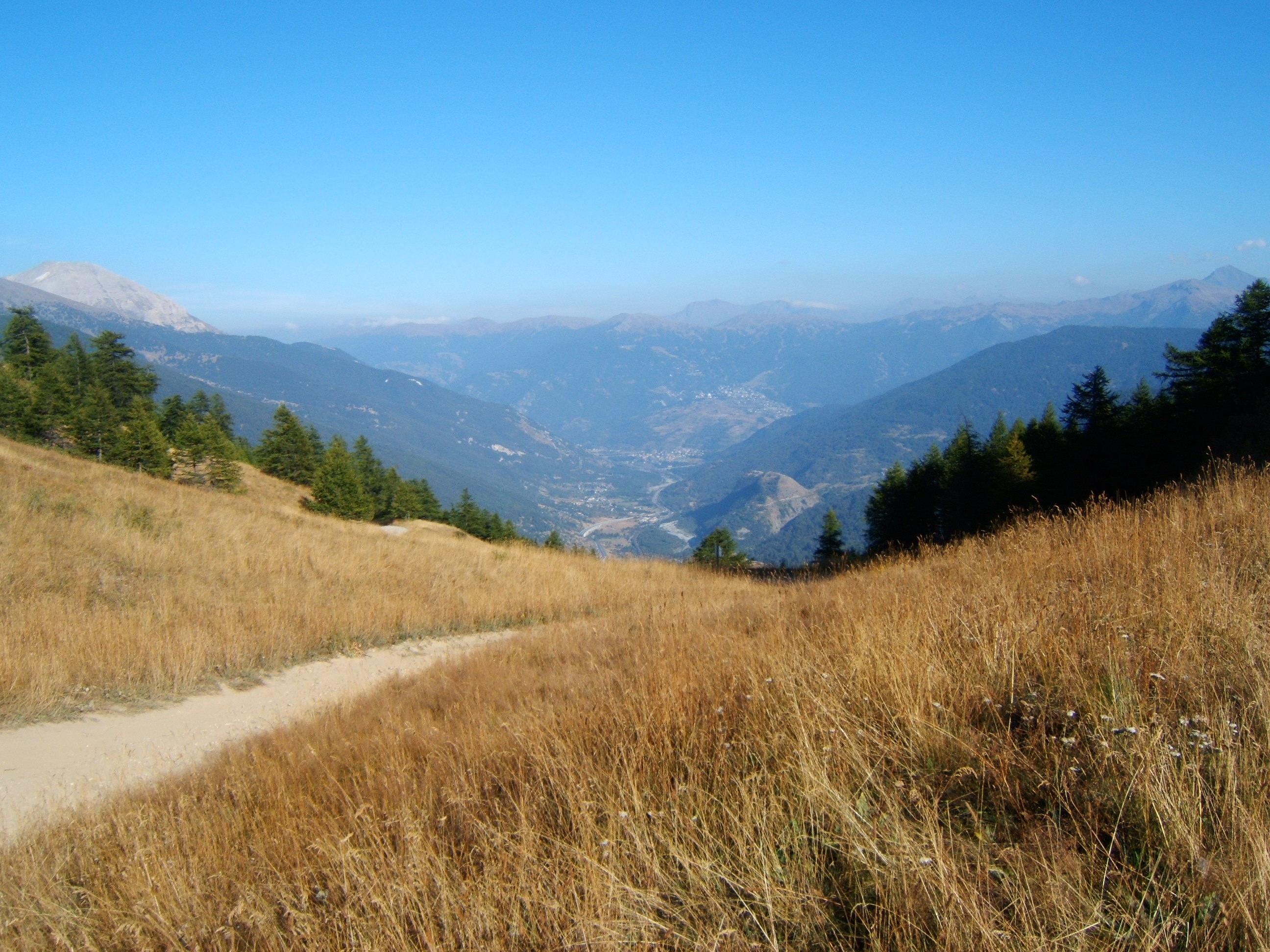
A Susa-völgy a Monte Colomionról
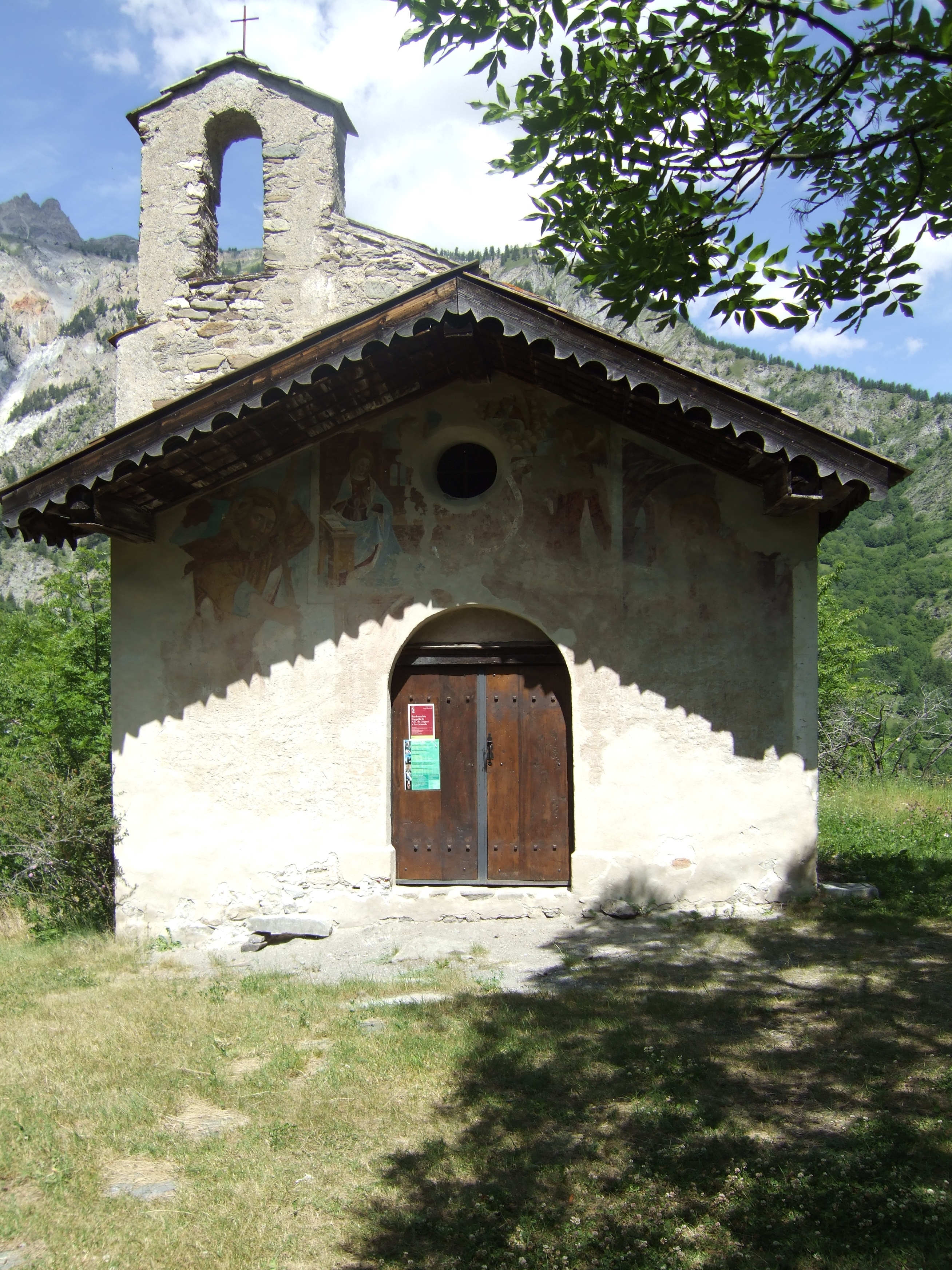
A Coignet lápolna
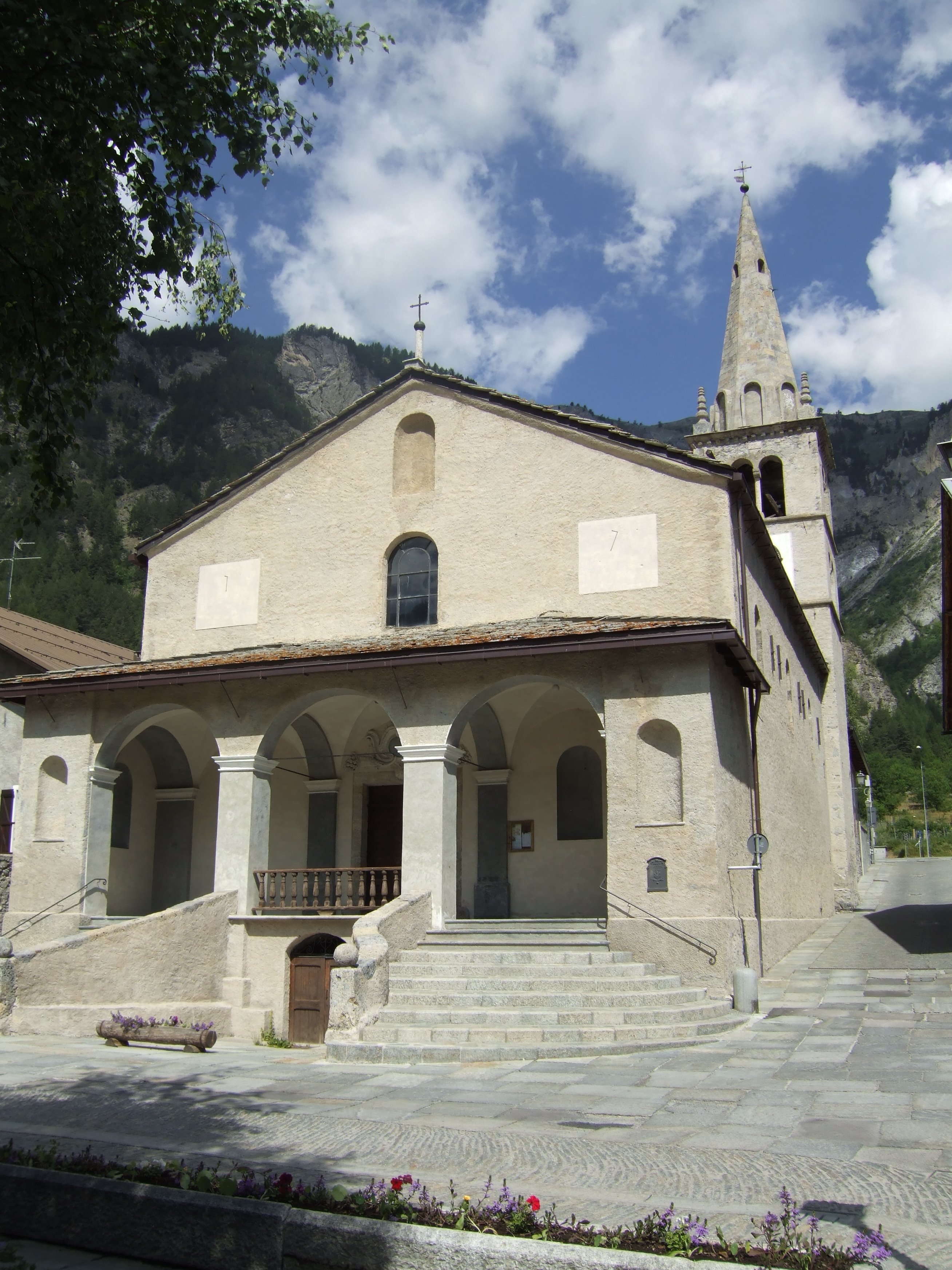
A Sant'Antonio Abate templom
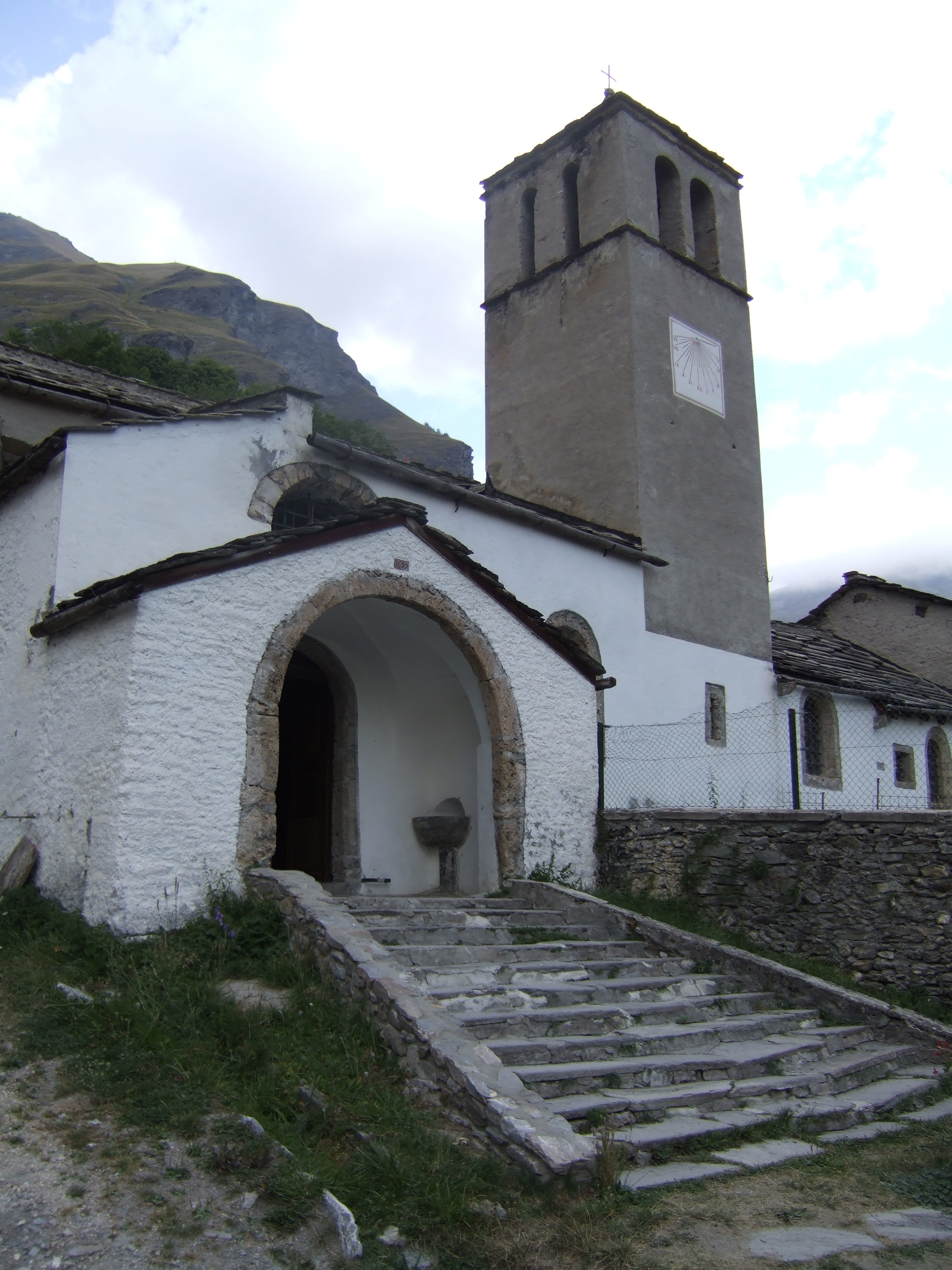
San Pietro templom
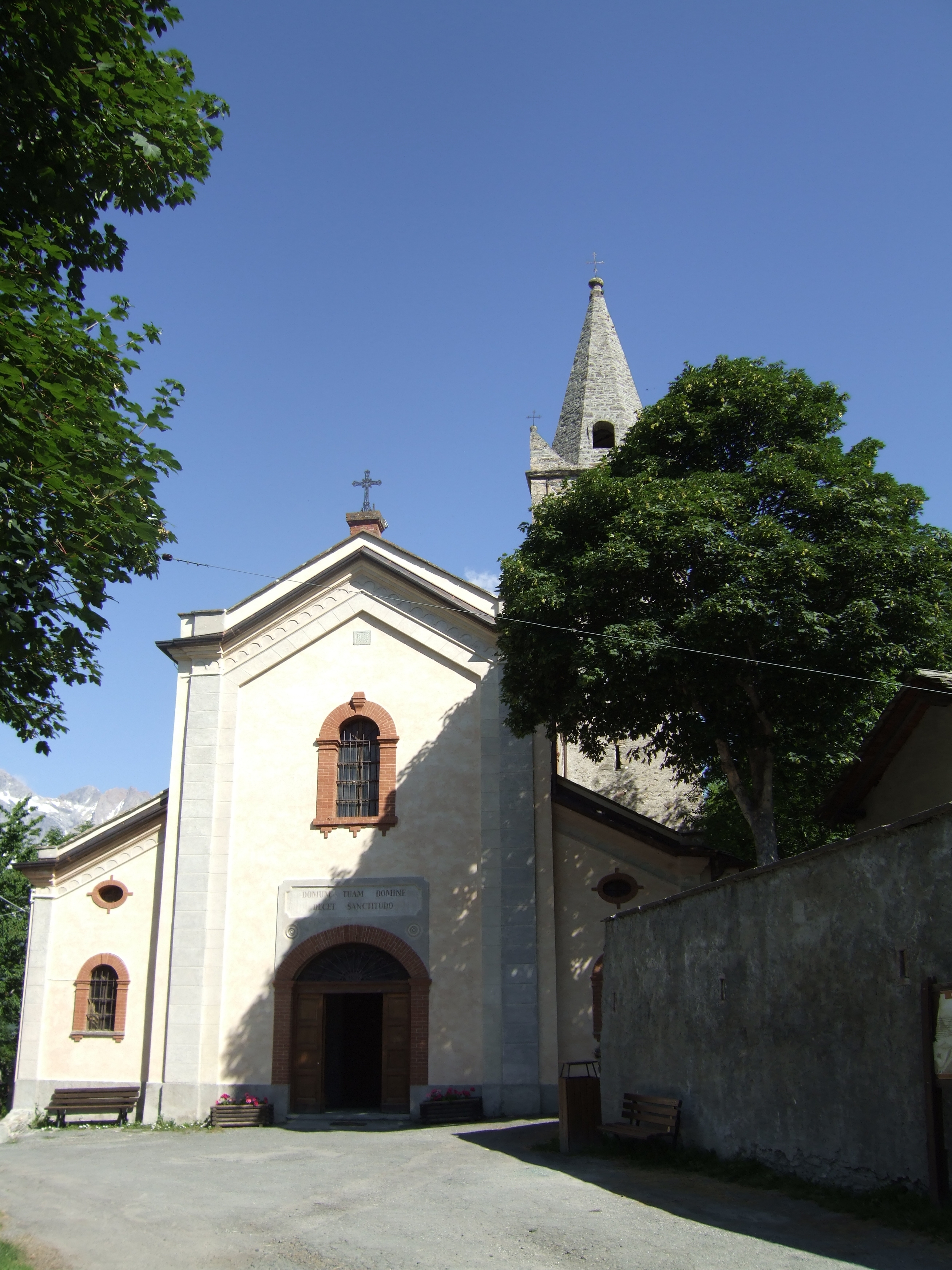
A Sant'Andrea templom
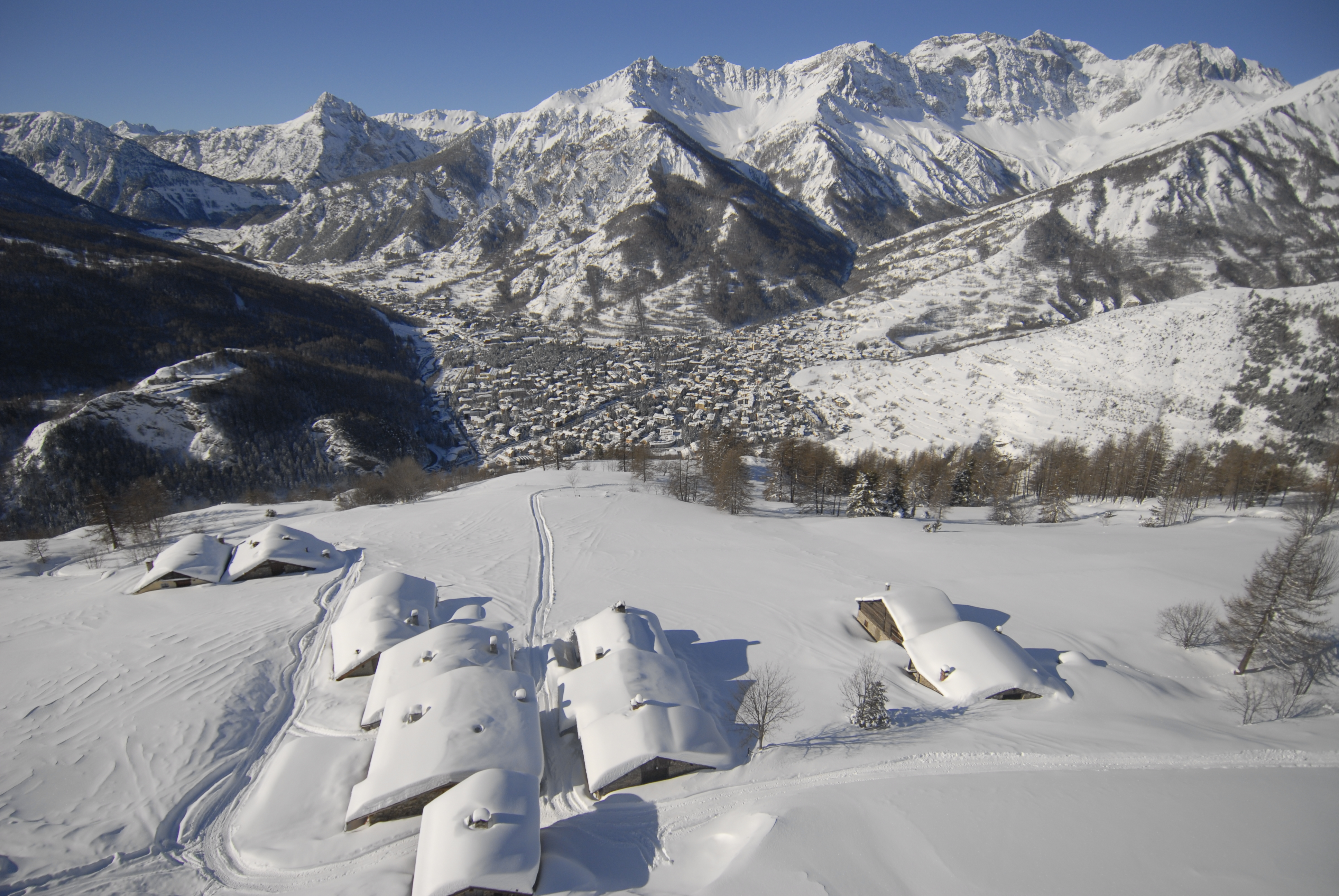
téli látkép

## Kapcsolódó irodalom
- Città e paesi d'Italia, vol. I, De Agostini, 1966
- Maria Luisa Tibone (con testimonianze di Pier Luigi Borbotto), Bardonecchia - I percorsi della memoria, Omega Edizioni, Torino, 2003, ISBN 88-7241-265-X
- Michele Ruggiero, Storia della valle di Susa, Alzani Editore, Pinerolo (TO), 1998, ISBN 88-8170-032-8
- G. Paolo Di Pascale e Alberto Re, Bardonecchia e le sue valli, Edizione a cura dell'Azienda Autonoma di Soggiorno di Bardonecchia, 1979